# Font dels Terrissos
La Font dels Terrissos és una font de la vila de Talarn, al Pallars Jussà. És a 525 msnm., al nord de la vila, i també al nord de la partida de Costanes, a la dreta del barranc de Seròs.